# Uellenberg (Wuppertal)
Uellenberg  ist eine Ortslage in der bergischen Großstadt Wuppertal.

## Lage und Beschreibung
Die Ortslage liegt im Osten des Wohnquartiers Grifflenberg im Stadtbezirk Elberfeld auf einer Höhe von 209 m ü. NHN. Auf dem ursprünglichen Siedlungsplatz befindet sich heute eine Parkanlage.
Benachbarte Ortslagen sind Böhler Hof, Distelbeck, Sandhof, Böhle, Hinterm Holz/Vorm Holz, Kluse, Am Döppersberg und In der Mauer.

## Geschichte
Die Ortslage ist aus einem Hof hervorgegangen, der bereits im 15. Jahrhundert als am Uellenberg urkundlich erwähnt wurde. Ein Mitglied der Besitzerfamilie, Gottfried Uellenberg, war 1640 Elberfelder Bürgermeister. Auf der Topographia Ducatus Montani des Erich Philipp Ploennies aus dem Jahre 1715 ist der Hof als Ulenberg verzeichnet. Die Ansicht Elverfeldt im Prospect von Nordl. Seite von 1760 zeigt den Ort als Vorm Üllenberg. Auf der Topographischen Aufnahme der Rheinlande von 1824 ist ein Ort als Am Ullenberg verzeichnet, auf der Preußischen Uraufnahme von 1843 als Üllenberg.
1815/16 besaß der Ort 37 Einwohner. 1832 gehörte der Ort zur Fuhrter Rotte des ländlichen Außenbezirks des Kirchspiels und der Stadt Elberfeld. Der laut der Statistik und Topographie des Regierungsbezirks Düsseldorf als Ackergut und Bierbrauerei kategorisierte Ort wurde als vorm Uellenberg bezeichnet und besaß zu dieser Zeit drei Wohnhäuser und fünf landwirtschaftliche Gebäude. Zu dieser Zeit lebten 37 Einwohner im Ort, alle evangelischen Glaubens.
Bis 1909 wurde bei dem Ort ein Platz ausgebaut, der zwischen 1935 und 1985 als Emil-Uellenberg-Platz (völkischer Heimatdichter, 1874–1944) bzw. Uellenberg-Platz bezeichnet wurde. Eine Straße am Ort wurde am 18. Januar 1910 in Am Uellenberg benannt. In den 1930er Jahren wurden die letzten Gebäude abgetragen und der Bereich als Müllkippe benutzt. 1939 wurde das Gelände in die heutige Parkanlage umgestaltet. Heute ist der Park und die Ortslage von Wohnbebauung umgeben.